# Rivula plumipes
Rivula plumipes är en fjärilsart som beskrevs av George Francis Hampson 1907. Rivula plumipes ingår i släktet Rivula och familjen nattflyn. Inga underarter finns listade.